# Tentative de coup d'État de 2023 au Brésil
La tentative de coup d'État de 2023 au Brésil, ou invasion de la place des Trois-Pouvoirs, survient le 8 janvier 2023 lorsque le palais du Congrès national, le palais présidentiel du Planalto et le Tribunal suprême fédéral, situés sur la place des Trois-Pouvoirs à Brasilia (District fédéral), capitale et siège du gouvernement fédéral du Brésil, sont envahis et vandalisés par des partisans de l'ancien président de la République, Jair Bolsonaro.
Ce dernier, aux États-Unis au moment des faits, a refusé de reconnaître les résultats de l'élection présidentielle de 2022, à la suite de sa défaite face à Luiz Inácio Lula da Silva, tout en acceptant l'alternance. Veneziano Vital do Rêgo (en), président par intérim du Sénat fédéral, confirme que les manifestants ont pénétré dans la salle verte de la Chambre des députés,,,. Le président Lula n'est pas à Brasilia au moment de l'attaque.

## Contexte

### Violences après les élections générales de 2022
Pendant le mandat de Jair Bolsonaro en tant que président, ses alliés et partisans ont lancé l'idée d'un assaut qui peut être comparé à celui du Capitole des États-Unis en 2021, notamment dans la perspective d'une défaite électorale de Bolsonaro,. À la suite des élections générales brésiliennes de 2022, de grands incidents, notamment la violence politique, la brutalité policière et l'intimidation des électeurs, ont suivi dans le pays,. Les médias sociaux ont également été utilisés par les partisans de Bolsonaro pour diffuser des informations erronées sur la fraude électorale, motivant les manifestants.
Une partie de la réserve militaire souhaitait une grève des camionneurs avant le second tour des élections, dont le colonel Marcos Koury. Une vidéo publiée le 16 octobre 2022 était l'une des nombreuses tentatives de Koury d'inciter à une grève générale des camionneurs avant le second tour des élections. L'idée était que les conducteurs devaient paralyser le Brésil pour montrer leur soutien à Bolsonaro, qui aurait le temps de publier une mesure provisoire qui instituerait le vote par bulletin. La vidéo de Koury sur les fermetures a été partagée dans plusieurs groupes de Bolsonaro sur Telegram, et quelques jours plus tard, des membres de ces mêmes groupes ont commencé à préconiser des barrages routiers après les élections. Des appels à la fermeture ont également été lancés sur TikTok et YouTube.
Les protestations des camionneurs ont perdu de leur force le 3 novembre 2022, mais les partisans de Jair Bolsonaro ont commencé à se concentrer à proximité des installations des forces armées brésiliennes. Des manifestations ont été enregistrées dans des installations militaires dans les villes de São Paulo, Rio de Janeiro, Brasilia, Florianópolis, Recife, Salvador, entre autres villes et régions brésiliennes. Certains partisans de Bolsonaro ont appelé à un coup d'État militaire. Des bolsonaristes campaient devant le quartier général de l'Armée à Brasilia dès le 30 octobre 2022, et les enquêtes prouvent très vite que leur intention était d'en faire le siège durant les émeutes afin d'inciter les militaires à rejoindre leur camp.

### Violences après les élections présidentielles de 2022
La transition entre Lula et Bolsonaro, commencée au début du mois de novembre 2022, est marquée par de fortes tensions. Des sympathisants du président sortant contestent sa défaite et des éruptions de violences se produisent dans le pays : manifestations, barrages routiers, tentatives d'attentat à la bombe et d'invasion de bâtiments publics, incendies de véhicules, etc. Le Parti libéral réclame l'annulation d'une partie des voix de Lula, mettant en cause des « dysfonctionnements » afin de permettre au président sortant d’être déclaré vainqueur. Celui-ci refuse de participer à la passation de pouvoir, une première depuis le retour de la démocratie, et part pour les États-Unis deux jours avant la fin de son mandat.

### Radicalisation d'extrême-droite sur les réseaux sociaux
Les influenceurs d'extrême-droite sur les réseaux sociaux jouent un rôle important dans le processus de radicalisation qui a poussé les manifestants à l'insurrection. Avant même les élections, les réseaux sociaux sont inondés de fausses informations avec le slogan en anglais « Stop the Steal » (et sa traduction en portugais, langue du Brésil), qui reprend directement celui qui avait circulé parmi les partisans de Donald Trump aux États-Unis avant l'assaut du Capitole par des partisans de Donald Trump en janvier 2021.
La politique de modération de Twitter après son rachat par Elon Musk en octobre 2022 est également mise en cause. Le Washington Post, qui s'appuie sur une source interne à Twitter, indique que Twitter avait licencié l'ensemble des modérateurs de Twitter au Brésil après son rachat par Elon Musk. Musk avait rencontré Bolsonaro début mai 2022 et Bolsonaro avait salué le rachat de Twitter par Musk comme « un souffle d'espoir ». Début novembre 2022 ont été licenciés huit modérateurs basés à São Paulo qui étaient chargés d'appliquer le règlement du site en supprimant les messages d'incitation à la violence ou diffusant de fausses informations. Depuis le départ de tous ces employés, il n'y a plus personne pour modérer ces contenus au Brésil.
L'entreprise Meta, qui possède les réseaux sociaux Facebook, Whatsapp et Instagram, a déclaré avoir consacré une attention particulière à la modération des contenus au Brésil dès avant l'élection et a considéré l'invasion de la Place des Trois Pouvoirs comme violant ses règles de modération. Plusieurs analystes estiment cependant que les choix effectués par les concepteurs des algorithmes de Twitter, de Facebook et d'Instagram ont mené à une viralité accrue des fausses informations, y compris à caractère politique. Les militants utilisent également le réseau Telegram, qui n'est pas du tout modéré, pour diffuser de fausses informations et des appels à un coup d'État.

## Déroulement

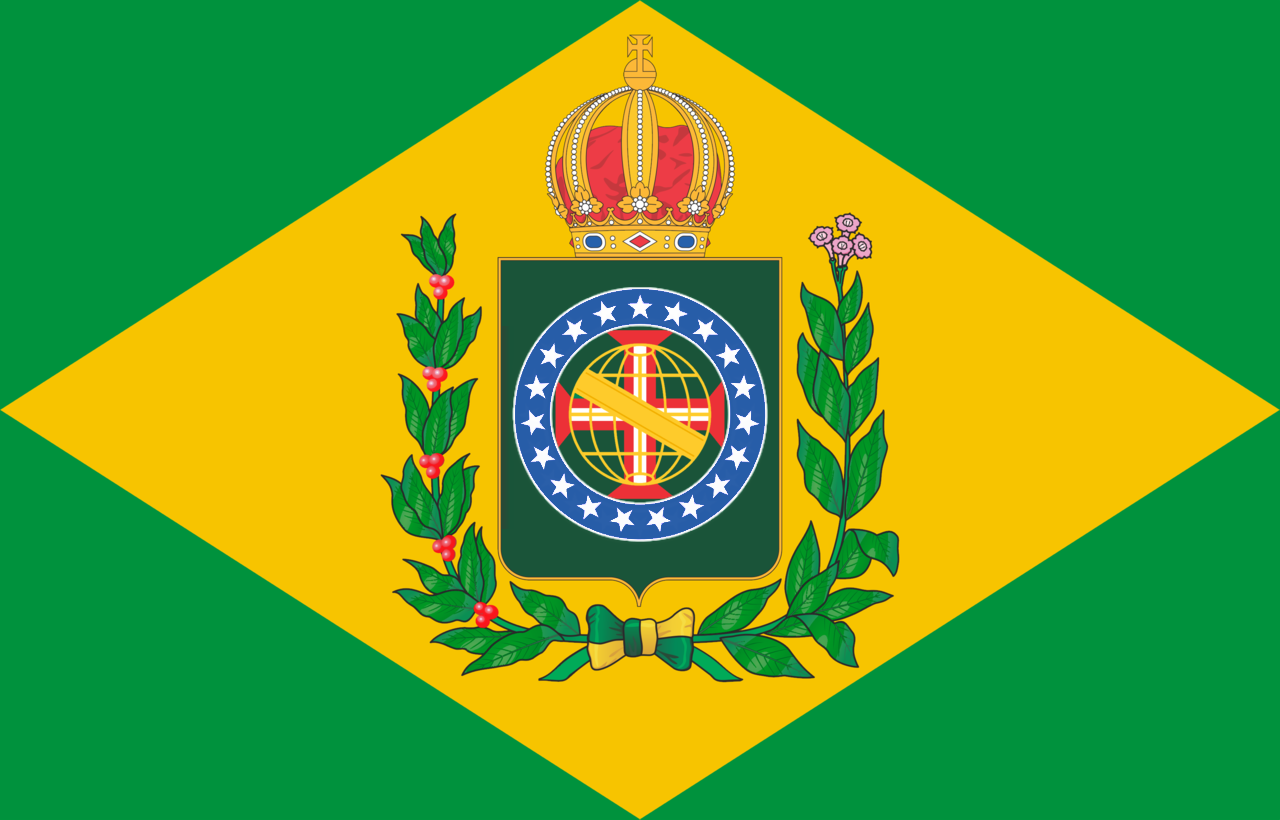
Des manifestants ont été vus avec le drapeau de l'empire du Brésil.

Le matin du 7 janvier 2023, plus de 100 bus de toutes les régions du Brésil sont arrivés à Brasilia, amenant des partisans de Bolsonaro. Ils ont rejoint les 200 personnes qui campaient déjà devant le quartier général de l'armée, portant le nombre total à plus de 4 000 personnes.
Dans l'après-midi du 8 janvier 2023, les manifestants ont marché depuis le quartier général de l'armée, où certains d'entre eux avaient campé pendant des semaines au cours des manifestations électorales brésiliennes de 2022, exigeant un coup d'État de l'armée. Le gouvernement de Lula da Silva a essayé d'expulser ces camps et a ordonné de renforcer la sécurité quand c'était encore possible,. Le ministre de la Justice a également répété dans la semaine que les camps seraient démantelés. Les manifestants ont brisé les barrières de police et ont affronté les policiers armés de bâtons, qui leur ont tiré des gaz lacrymogènes. Les manifestants sont parvenus à pénétrer dans le palais du Planalto, siège du pouvoir exécutif, et dans le bâtiment du Tribunal suprême fédéral situé en face, de l'autre côté de la place des Trois Pouvoirs.
Des soldats de l'armée brésilienne ont répondu. Deux hélicoptères ont tenté de disperser la foule. La photographie Folha de São Paulo, de Pedro Ladeira, a été attaquée et volée par certains des manifestants. Au moment des émeutes, Lula da Silva n'était pas à Brasília mais à Araraquara, dans l'État de São Paulo, tandis que Bolsonaro était à Orlando, en Floride, aux États-Unis.

## Dégâts

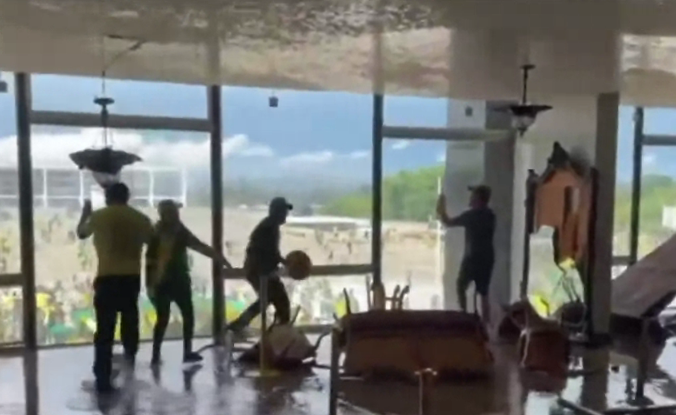
Les émeutiers détruisent des meubles au palais du Planalto.

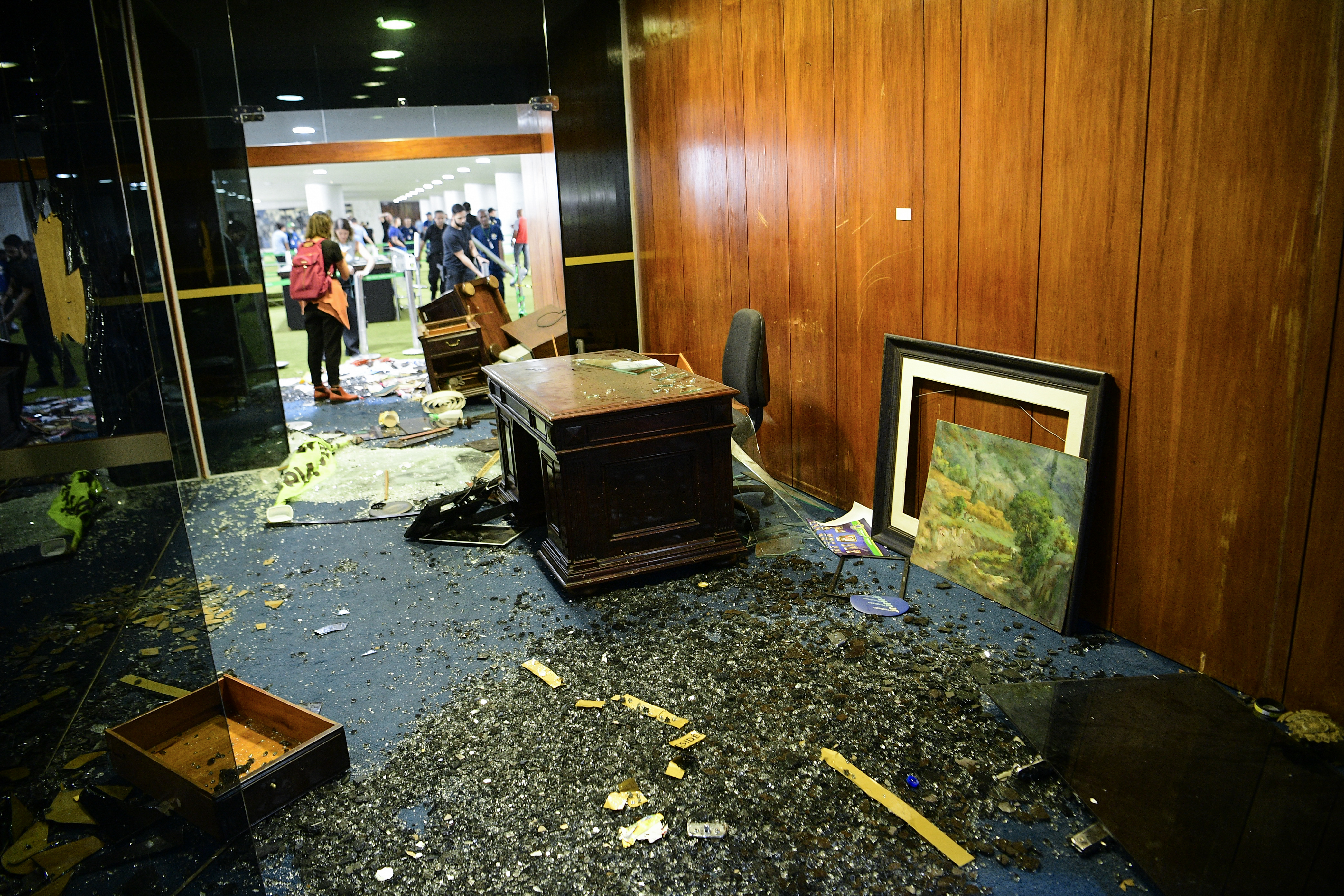
Mobilier du Congrès national endommagé par les émeutiers.

Des dégâts considérables sont constatés. Certaines des œuvres d'art présentes dans les bâtiments sont gravement endommagées, voire détruites.
La statue de granite La Justice, sculptée en 1961 par Alfredo Ceschiatti, est taguée avec l'inscription « Perdeu, mané » (« Tu as perdu, pauvre con ») ; ladite phrase avait été prononcée par le conseiller Luis Roberto Barroso en réponse à l'interpellation d'un bolsonariste au sujet de la fiabilité des urnes électroniques,,.
Une pendule conçue par Balthazar Martinot, horloger de Louis XIV, est retrouvée au sol, le coffre marron et doré très abîmé, un trou béant à la place du cadran (pendule offerte au roi de Portugal puis transportée au Brésil lors des guerres napoléoniennes). Un seul autre modèle existant est exposé au château de Versailles. Sa réparation est considérée comme « très difficile » par Rogerio Carvalho, responsable du patrimoine présidentiel.
Le tableau Les Mulâtres (1961), de Di Cavalcanti, est retrouvé troué à sept reprises. Sa valeur est estimée à 8 millions de réaux (environ 1,4 million d'euros), bien que l'on puisse en tirer cinq fois plus aux enchères.
La table de travail de Juscelino Kubitschek, conçue par Oscar Niemeyer et sa fille Anna, est utilisée comme barricade par les émeutiers.
La galerie des portraits présidentiels est entièrement saccagée. Au siège du Congrès, le vitrail Araguaia (1977) de Marianne Peretti est détruit par les manifestants,.
La sculpture en bronze de Bruno Giorgi O Flautista, évaluée, selon la BBC, à 250 000 reals, est détruite, ses morceaux éparpillés au troisième étage du palais présidentiel. De même, une sculpture en bois de Frans Krajcberg est également vandalisée, ses branches cassées et jetées.
Enfin, La Danseuse (1920), statue de l’italo-brésilien Victor Brecheret, n’est plus sur son socle, à la Chambre des députés.

## Réactions
Ces événements ont été comparés dans la presse à l'assaut du Capitole des États-Unis le 6 janvier 2021 par des partisans de Donald Trump, après l'échec de ce dernier à se faire réélire lors de l'élection présidentielle américaine de 2020,.

### Brésil
La ministre du Plan et du Budget, Simone Tebet, a appelé sur Twitter à des « sanctions exemplaires » pour les manifestants[réf. nécessaire]. Elle a ajouté que « la Constitution fédérale soutient nos ministres de la Justice et de la Défense dans l'utilisation de tous les moyens légitimes rigoureux pour la défense de l'ordre, de la société et de la démocratie ». Des partisans de Jair Bolsonaro, comme le sénateur Carlos Portinho, ont dénoncé des actes de violence[réf. nécessaire].
Le président Lula a signé une déclaration conjointe avec les présidents du Sénat fédéral, de la Chambre des députés et du Tribunal suprême fédéral affirmant « Le pays retrouve le chemin de la normalité institutionnelle à grande vitesse [...]. Les putschistes ont échoué dans leur tentative de rupture de la légalité ». Le président Lula a déclaré que les portes du palais présidentiel, qui n'ont pas été endommagées durant l'attaque, avaient été ouvertes de l'intérieur. Le 2 février, après que le sénateur Marcos do Val ait déclaré qu'il avait participé en 2022 à une réunion avec Bolsonaro où il était question d'empêcher l'accession au pouvoir de Lula, ce-dernier affirme à la télévision « Aujourd’hui, je suis conscient et je le dis haut et fort : ce citoyen [l’ancien président Bolsonaro] a préparé le coup d’État » et « Je suis certain que Bolsonaro a participé activement à cela et essaie encore d’y participer. Ils voulaient faire cette pagaille le 1er janvier, mais ils ont compris qu’ils ne pouvaient pas le faire parce qu’il y avait trop de policiers et trop de gens dans les rues » ainsi que « Nous avons vaincu Bolsonaro, mais nous devons encore vaincre le bolsonarisme ».
Le juge suprême Alexandre de Moraes suspend dès le 8 janvier 2023 au soir le gouverneur du district de Brasilia pour 90 jours. Le soir même, Lula da Silva nomme Ricardo Cappelli comme nouveau commandant de la sécurité à Brasilia, et annonce que l'Esplanade des ministères sera désormais fermée à la circulation des véhicules, et que "des barrières et des barrages filtrants avec fouille" avaient été dressés pour les piétons.
Le 10 janvier, un compte Instagram est créé par des influenceurs brésiliens pour permettre aux usagers de dénoncer les utilisateurs ayant publié des photos durant les événements ; à la fin de la journée il était suivi par plus d'un million de personnes. Également le 10 janvier, le journal O Globo décide d'afficher les portraits de plusieurs émeutiers pro-Bolsonaro - plusieurs étant des selfies pris par les participants eux-mêmes durant la prise d'assaut.
Un sondage d'Atlas Intelligence publié le 11 janvier 2023 montre que la majorité des Brésiliens rejettent l'attaque de Brasilia. Toutefois, 18,4 % se disent d'accord avec la violente manifestation qui a touché la capitale, et 10,5 % estiment que l'invasion du siège des pouvoirs publics a été "tout à fait justifiée". Des appels bolsonaristes pour manifester à nouveau dans les plus grandes villes du pays le 11 janvier circulent de nouveaux sur les réseaux sociaux, ce qui amènent à une mobilisation massives de la police aux emplacements prévus. Ces appels sont cependant très peu suivis ; personne ne se rend à Brasilia et à Rio de Janeiro, et seulement deux individus à São Paulo.
Le 13 janvier, après l'arrestation de l'ancien ministre de la Justice et chef de la sécurité de Brasilia au moment des événements Anderson Torres, à la suite de la découverte d'un document qui laisse penser qu'il avait prévu l'assaut à l'avance et l'avait laissé se produire, le sénateur de gauche Randolfe Rodrigues, leader du bloc parlementaire du gouvernement Lula au Sénat tweete : "Pendant que 33 millions de personnes souffraient de la faim, ils préparaient un coup d'État".

### International
L'ambassade des États-Unis au Brésil a qualifié les manifestations d'antidémocratiques et a averti ses citoyens d'éviter la zone d'émeutes[réf. nécessaire]. Le 12 janvier, 41 élus du Parti démocrate demandent la révocation du visa de Jair Bolsonaro et son expulsion des États-Unis, où il se trouvait durant le 8 janvier, officiellement pour se rendre dans un hôpital de Miami à cause d'une adhérence intestinale.
Les membres du Forum de São Paulo et le président colombien Gustavo Petro ont appelé à une réunion urgente de l'Organisation des États américains face à ce qu'il considère comme un « coup d'État » du fascisme, tandis que le président du Chili, Gabriel Boric, a condamné les émeutes comme une « ignoble attaque » et a annoncé son plein soutien au gouvernement. De même, le secrétaire mexicain des Affaires étrangères Marcelo Ebrard a condamné les émeutes.
Les gouvernements ibériques ont également soutenu Lula. Le président du gouvernement espagnol, Pedro Sánchez, a fermement condamné l'agression et a montré son soutien au gouvernement, tandis que le gouvernement portugais a condamné la violence et a déclaré son soutien aux autorités brésiliennes pour rétablir l'ordre et la stabilité.
L'ancien chef du Parti travailliste Jeremy Corbyn et de l'Internationale progressiste a exprimé sa solidarité avec Lula.

## Controverses sur le rôle de la police et des autorités
La police militaire de Brasilia, réputée favorable à Jair Bolsonaro, est accusée de complicité avec les émeutiers. Des policiers militaires sont filmés escortant les manifestants jusqu'à la place des Trois-Pouvoirs et leur libérant l'accès aux salles du Congrès. Certains se photographient avec les assaillants.
Le gouverneur de Brasilia, Ibaneis Rocha, et son adjoint à la sécurité publique, Anderson Torres (qui est également l'ancien ministre de la Justice de Jair Bolsonaro), sont tous deux des alliés politiques de l'ex-président et ont manifesté des sympathies pour les manifestants. Ibaneis Rocha a refusé la demande de Flávio Dino, ministre de la justice de Lula, de renforcer la sécurité et de bloquer totalement les accès aux institutions, assurant que les manifestations étaient « pacifiques ».
Par la suite, le juge du Tribunal suprême fédéral Alexandre de Moraes ordonne le placement en détention du commandant de la police militaire de Brasilia, Fabio Augusto Vieira, ainsi que du secrétaire à la sécurité Anderson Torres. Le gouverneur Ibaneis Rocha est pour sa part suspendu de ses fonctions pour quatre-vingt-dix jours. Le nouveau directeur général de la police fédérale, Andrei Rodrigues, décrète le remplacement de 20 des 27 superintendants régionaux de l'institution.
La police découvre au domicile de l’ancien ministre de la Justice Anderson Torres des documents compromettants portant sur un projet de décret visant à annuler l’élection de Luiz Inacio Lula, prendre le contrôle du Tribunal supérieur électoral et proclamer l'état d'urgence.
La conduite de Jair Bolsonaro, qui a de façon récurrente remis en cause les résultats électoraux, est critiquée. Selon le New York Times, l’assaut a constitué « le point culminant violent des attaques rhétoriques incessantes de M. Bolsonaro contre le système électoral du pays ».

## Justice

### Arrestations
Le jour-même des événements, le 8 janvier, environ 1 500 partisans de Bolsonaro sont arrêtés à Brasilia. Le 10 janvier, la Police fédérale en avait libéré 599 et incarcéré 527 d'entre-eux.
Le 11 janvier, la militante d'extrême-droite, Ana Priscila Azevedo, soupçonnée d'être l'une des organisatrices des émeutes et qui y a participé, est arrêtée à Luziânia.
Le 14 janvier, Anderson Torres est arrêté à son arrivée à l'aéroport international de Brasília, alors qu'il revenait des États-Unis. Torres était le ministre de la Justice de Bolsonaro, et était le chef de la sécurité de Brasilia durant les événements, au cours desquels il était pourtant absent. Il est soupçonné d'avoir planifié un coup d’État, en laissant les émeutes se produire pour déclarer l'état d'urgence, et publier avec Bolsonaro décret présidentiel destiné à dissoudre le Tribunal supérieur électoral et le remplacer par une commission contrôlée par le Ministère de la Défense afin d'invalider les résultats de l'élection présidentielle brésilienne.
Au 17 janvier, plus de 2 000 personnes avaient été arrêtées en lien avec les émeutes, dont plus de 1 200 avaient été incarcérées, et des poursuites formelles avaient été engagées contre 39 d'entre elles pour association criminelle armée, atteinte au patrimoine, violence contre l'État démocratique et incitation au coup d'État.
Le 20 janvier, le juge de la Cour Suprême Alexandre de Moraes, après voir examiné les dossiers de 1 406 personnes impliquées dans les événements, ordonne la détention préventive de 942 d'entre-elles. 464 autres bénéficient d'une libération provisoire, mais sous bracelet électronique et avec l'interdiction d'utiliser les réseaux sociaux.
Le 8 février 2024, quatre personnes supplémentaires sont arrêtées dans le cadre d'une enquête sur une tentative de coup d’État : Filipe Martins, ex-conseiller de Jair Bolsonaro en politique étrangère, deux militaires, et Valdemar Costa Neto, le chef du parti bolsonariste interpellé pour possession illégale d'une arme.
Le 14 février 2024, le général Walter Braga Netto, Ministre de la Défense et colistier de Bolsonaro durant la campagne électorale de 2022, est arrêté sur ordre du Tribunal fédéral suprême, accusé d'avoir participé activement à la préparation du putsch et d'avoir entravé les enquêtes le suivant.

### Enquêtes
La Cour Suprême ouvre plusieurs enquêtes sur les événements de Brasilia le 9 janvier, sous la supervision du juge Alexandre de Moraes. Elles doivent déterminer plusieurs points, dont : pourquoi les forces de sécurité de Brasilia n'ont rien fait pour empêcher les émeutes alors que les intentions de la part des bolsonaristes d'occuper les lieux de pouvoir étaient connues depuis 2 semaines - en outre un groupe de contestataires campait devant le quartier général de l'Armée brésilienne depuis le 30 octobre 2022 - pourquoi la police anti-émeute n'a été déployée que deux heures après le début des affrontements, et qui a financé les centaines de bus ayant servi à transporter les bolsonaristes jusqu'à la capitale. Dès l'ouverture des enquêtes, Ibaneis Rocha, le gouverneur de Brasilia et allié politique de Bolsonaro, est suspendu pour une durée de 90 jours et il est lui-même visé par une enquête.
Pendant qu'il se trouve aux États-Unis avec l'ex-président Jair Bolsonaro, le logement d'Anderson Torres, l'ex-ministre de la justice de Bolsonaro et le responsable de la sécurité à Brasilia au moment des émeutes, est perquisitionné. Entre autres, un brouillon d'un décret présidentiel de 3 pages y est retrouvé. Il prévoyait de déclarer l'état d'urgence, puis de dissoudre le Tribunal supérieur électoral et de le remplacer par une commission électorale majoritairement contrôlée par le Ministère de la Défense - cette commission aurait dû être composée de 17 membres dont 8 directement issus de ce ministère. Ceci aurait pu permettre d'annuler l'élection présidentielle. Le document était déjà signé par Bolsonaro et il ne manquait plus que la date. Avec cette découverte, la Cour suprême et le gouvernement de Lula pensent qu'il s'agit d'une preuve que les émeutes étaient prévues et s'inscrivaient dans un processus devant terminer en coup d’État. En conséquence, Torres est arrêté à l'aéroport de Brasilia dès son retour le 13 janvier, et une enquête est ouverte contre Bolsonaro lui-même. Le 30 janvier, celui-ci, encore présent aux États-Unis, demande une prolongation de 6 mois de son visa, alors qu'il devait expirer le lendemain.
Le 2 février, le sénateur jusque-là bolsonariste Marcos do Val assure avoir participé à une réunion avec l’ex-président où il était question d’empêcher l’arrivée au pouvoir de Lula. À la suite de cette déclaration, le président Lula accuse ouvertement à la télévision Bolsonaro d'avoir tenté un coup d’État.
Le 18 octobre 2023, la Commission parlementaire mixte, qui a passé les 5 mois précédents à enquêter sur les faits, rend son rapport de 1300 pages. Elle accuse nommément 61 personnes d'avoir préparé une tentative de coup d’État sur le long cours, notamment en discréditant les institutions électorales tout au long de la campagne électorale de 2022. Jair Boslonaro est personnellement visé, accusé d'association de malfaiteur, de violence politique, de tentative d'abolition de l’État démocratique, et de tentative de coup d’État dont le rapport l'accuse d'avoir été « l'instigateur intellectuel ou moral ». Il est également accusé d'être derrière une tentative d'invasion du siège de la Police fédérale le 12 décembre 2022, du dépôt d'une bombe à côté de l'aéroport de Brasília le 24 décembre 2022, et de plusieurs blocages de route à la suite de la victoire de Lula da Silva à l'élection présidentielle. La sénatrice Eliziane Gama, la présentatrice du rapport, ajoute à l'oral que « Dès le premier jour de son gouvernement il a porté atteinte aux institutions de l’État » et qu'il « n'a jamais montré aucune sympathie pour les principes démocratiques ». Parmi les 61 personnes nommées, le rapport pointe également les généraux Walter Braga Neto et Augusto Heleno, respectivement ministres de la Défense, et de la Sécurité des Institutions.
Au 18 octobre 2023, plus de 1 000 individus étaient visés par une enquête, et 6 avaient déjà été condamnés.
En parallèle, les investigations mettent en évidence des preuves selon lesquelles Jair Bolsonaro et plusieurs membres de son entourage auraient utilisé le logiciel espion israélien dénommé FirstMile pour espionner des centaines de responsables politiques d'opposition et personnalités publiques sous sa présidence, ce qui amène le juge du Tribunal suprême fédéral Alexandre de Moraes, l'Agence brésilienne de renseignement et la Police fédérale a enquêté sur l'ancien président et trois de ses quatre fils dans ce cadre. Le 29 janvier 2024, des perquisitions sont menées à 9 emplacements dans plusieurs États du Brésil, dont le domicile et le cabinet municipal à Rio de Janeiro de Carlos Bolsonaro, conseiller municipal dans cette ville et deuxième fils de Jair, ainsi que dans une demeure d'Angra dos Reis où se trouvaient Jair et ses trois autres fils.
Le 8 février 2024, une opération policière de grande ampleur vise plusieurs ministres, généraux, collaborateurs et proches de Jair Bolsonaro. La Police fédérale arrête Filipe Martins, ex-conseiller de Jair Bolsonaro en politique étrangère, et deux militaires. Elle arrête également également, pour possession illégale d'arme, Valdemar Costa Neto, le chef du parti bolsonariste. Quatre généraux sont visés par des perquisitions, dont deux anciens ministres de la défense, Walter Braga Netto et Paulo Sergio Nogueira, ainsi que l'ancien ministre du Cabinet de sécurité institutionnel le général Augusto Heleno. La Police fédérale rapporte avoir trouvé au siège du Parti libéral des documents prouvant qu'un coup d’État avait été planifié (lire ci-dessous). À la suite de ces perquisitions, Jair Bolsonaro doit remettre son passeport et a l'interdiction de quitter le Brésil.

### Plan de coup d’État retrouvé par la Police fédérale
Le 8 février 2024, la Police fédérale mène une opération d'ampleur, au cours de laquelle quatre anciens généraux sont arrêtés, et 33 anciens ministres, généraux, collaborateurs et proches de Jair Bolsonaro sont visés par des perquisitions, dans le cadre d'une enquête sur "une organisation criminelle qui a pris part à une tentative de coup d'État (…) pour obtenir des avantages politiques avec le maintien du président de l'époque (Jair Bolsonaro) au pouvoir". Au siège du Parti libéral, le parti bolsonariste, des documents accréditant cette piste sont découverts. D'après l'enquête, durant la campagne électoral, Bolsonaro aurait volontairement disséminé les doutes sur la légitimité du scrutin, afin de justifier une intervention militaire à son profit plus tard. Ensuite Bolsonaro aurait rencontré des responsables militaires le 7 décembre 2022, une semaine après sa défaite à l'élection présidentielle, afin de tenter de les persuader de le soutenir dans un coup d’État militaire. Il espérait les utiliser pour garder le pouvoir par la force, puis utiliser un décret présidentiel pour faire arrêter le président du Tribunal Suprême Électoral Alexandre de Moraes et convoquer de nouvelles élections. Un brouillon de discours prévus pour être prononcé par Bolsonaro en janvier 2022 laissant entendre une prise de pouvoir non-démocratique a également été retrouvé lors de la perquisition.
En décembre 2024, la police fédérale remet au procureur de la République, Paulo Gonet, un rapport de 884 pages réunissant toutes les preuves récoltées durant les deux ans d'enquête. Il prouve que Bolsonaro et son ministre de la Défense le général Walter Braga Netto avaient activement et consciemment planifié un coup d’État,. De plus, l'enquête met à jour une action désignée sous le nom de code Opération Poignard vert et jaune, qui était un plan de triple-assassinat dirigé envers le président élu Lula Da Silva, son vice-président élu Geraldo Alckmin, et un des juges de la Cour Suprême, ainsi que l'arrestation du président du Tribunal Suprême Électoral, De Moraes,. Selon l'enquête, ces assassinats étaient censés être exécutés par des membres des forces spéciales des Forces armées brésiliennes, mais n'ont pas eu lieu en raison du manque de soutien de l'Armée au putsch. De nouvelles élections étaient censées être convoquées après les meurtres et l'arrestation de De Moraes, et les émeutes avaient été encouragées en dernier recours afin de pallier le manque de soutien de l'Armée.
Le 18 février 2025, le procureur de la République inculpe formellement 34 personnes, dont Bolsonaro et Braga Netto,. Le 26 mars 2025, le Tribunal suprême fédéral décide de l'ouverture d'un procès contre Bolsonaro pour les chefs d'accusation de coup d’État, tentative d'abolition violente de l’État de droit démocratique, et d'organisation criminelle armée.

### Limogeages dans l'Armée
Le président Lula da Silva s'était dit, peu après les émeutes, persuadé que les émeutiers avaient bénéficié de la complicité d'une partie des forces de sécurité car, par contraste avec les saccages commis à l'intérieur des lieux de pouvoir, les portes du palais du Planalto étaient intactes, ce qui laisse penser qu'elles ont probablement été laissées déverrouillées ou ouvertes de l'intérieur. Le 17 janvier, après un examen approfondi du personnel de sécurité du palais de l'Aurore, 40 militaires sont renvoyés. Une réunion entre le président, les ministres de la Casa Civil et de la Défense et les commandants des Forces armées brésiliennes est prévue. Le 18 janvier, Lula da Silva déclare soupçonner des collusions entre l'Armée et les émeutiers, et qu'il y a eu des failles majeures dans tous les services de renseignement (militaires, aériens ou nationaux). Le même jour, 13 militaires du Cabinet de la Sécurité Institutionnelle sont renvoyés.
Le 20 janvier, après la réunion, le ministre de la Défense José Múcio (pt) déclare qu'il n'y aurait pas eu complicité entre les différents corps de l'Armée, en tant qu'institutions, et les émeutiers. Cependant, il n'exclut pas la possibilité que des militaires les aient rejoint à titre individuel, et que dans ce cas ils devront être jugés en tant que citoyens. Malgré la déclaration de Mucio, le 21 janvier le président Lula limoge le chef d'état-major de l'Armée de terre, Julio César de Arruda, et le remplace par le commandant militaire du sud-est, Tomas Ribeiro Paiva.
Le 30 janvier 2024, Alessandro Moretti, le directeur adjoint de l'Agence brésilienne du renseignement, est limogé par le président Luiz Inácio Lula da Silva, car il est visé par une enquête sur une affaire d'espionnage de plusieurs centaines d'opposants politiques et de personnalités publiques pour le compte de Jair Bolsonaro lors de la présidence de ce-dernier.

### Inculpations de responsables
Le 18 février 2025, le procureur de la République inculpe 34 individus "accusés d'avoir incité et exécuté des actes contraires aux trois pouvoirs et à l'État de droit démocratique", en empêchant l'application des résultats des élections de 2022, en planifiant l'assassinat du président élu Lula da Silva, de son vice-président et d'un juge de la Cour suprême, en arrêtant le président du Tribunal Suprême Électoral Alexandre de Moraes, en convoquant de nouvelles élections, et en encourageant les émeutes du 8 janvier 2023. Parmi les 34 individus inculpés se trouve le président alors sortant Jair Bolsonaro, et son ministre de la Défense et candidat à la vice-présidence le général Walter Braga Netto, désignés comme les leaders du complot, le général Augusto Heleno, qui était leur ministre du Cabinet de sécurité institutionnelle, et Alexandre Ramagem, le chef des services de renseignement à l'époque.
Le 26 mars 2025, le Tribunal suprême fédéral décide de l'ouverture d'un procès contre Bolsonaro pour les chefs d'accusation de coup d’État, tentative d'abolition violente de l’État de droit démocratique, et d'organisation criminelle armée. Sa peine potentielle cumulée peut atteindre 40 ans de prison.

### Procès des principaux responsables
En juin 2025, le procès des principaux responsables présumés, dont Jair Bolsonaro lui-même, se tient devant le Tribunal suprême fédéral.
Le 9 juin 2025, le lieutenant-colonel Mauro Cid, l'aide de camp de Bolsonaro durant son mandat, reconnait que ce-dernier a "reçu, lu", puis "retouché" un projet de décret présenté par de proches conseillers prévoyant l'instauration d'un "état de siège", l'"arrestation d'autorités" et la création d'un "conseil électoral" pour réaliser un nouveau scrutin. Il précise également que finalement, la liste d'arrestations prévues avait été remplacée par la seule arrestation prévue du juge Alexandre de Moraes.

### Condamnations

#### Jair Bolsonaro
Le 30 juin 2023, le Tribunal suprême électoral, se prononce sur les allégations de Jair Bolsonaro, qui avait sans preuve accusé plusieurs milliers de machines à voter électroniques d'avoir été trafiquées afin de tenter de faire annuler les résultats des élections de 2022, une des affaires liées à l'attaque mais pas sur l'invasion elle-même. Le Tribunal suprême électoral juge Bolsonaro coupable d'abus de pouvoir et d'usage abusif des canaux de communication, et le condamne à 8 ans d'inéligibilité. La durée de la peine devrait l'empêcher de se présenter à l'élection présidentielle brésilienne de 2026. Le 20 novembre 2024, le rapport de la police fédérale recommande l’inculpation de Jair Bolsonaro pour tentative de « coup d’État » en 2022. Le rapport de la police doit ensuite être remis par la Cour suprême au procureur général, qui décidera ou pas d’engager poursuites. Une inculpation de Bolsonaro, aux côtés de 33 autres individus, est finalement décidée le 18 février 2025. Le 24 juillet 2025, la Cour suprême avertit Jair Bolsonaro qu'il risque la prison s'il enfreint une interdiction de s'exprimer sur les réseaux sociaux pour faire obstruction à la justice. Il doit aussi porter un bracelet électronique.

#### Autres participants présumés
Le 14 septembre 2023, 3 premiers participants à l'attaque sont jugés coupables entre-autres de tentatives de coup d’État, association de malfaiteurs armée, et de dégradation de monument historique : Aécio Lúcio Costa Pereira - arrêté directement dans le Sénat et filmé par plusieurs caméras de vidéosurveillance - Matheus Lima de Carvalho et Thiago de Assis Mathar. Assis Mathar est condamné à 14 ans de prison. Lima de Carvalho et Costa Pereira, également jugés coupables d'avoir appelé à rejoindre le putsch sur les réseaux sociaux, sont condamnés à 17 ans de prison.
Au 18 octobre 2023, 6 accusés avait été condamnés à des peines allant jusqu'à 17 ans de prison.